# Ghezel Ghaje-je Olja
Ghezel Ghaje-je Olja – wieś w Iranie, w ostanie Azerbejdżan Zachodni, w szahrestanie Szahin Deż. W 2006 roku liczyła 194 mieszkańców.